# Andrew Hogg
Andrew Jimmy Hogg (sinh ngày 2 tháng 3 năm 1985) là một cầu thủ bóng đá thi đấu ở vị trí thủ môn cho đội bóng Malta Birkirkara. Anh cũng thi đấu ở vị trí thủ môn Đội tuyển bóng đá quốc gia Malta, có hơn 60 trận thi đấu.